# Újhartyán, Pesta
Újhartyán  este un sat în districtul Dabas, județul Pesta, Ungaria, având o populație de 2.660 de locuitori (2011). 

## Demografie
Componența etnică a satului Újhartyán
     Maghiari (69,17%)
     Germani (29,78%)
     Necunoscut (0,19%)
     Alții (0,86%)
Componența confesională a satului Újhartyán
     Romano-catolici (73,08%)
     Fără religie (5,94%)
     Reformați (4,1%)
     Necunoscută (15,3%)
     Alte religii (2,97%)
Conform recensământului din 2011, satul Újhartyán avea 2.660 de locuitori. Din punct de vedere etnic, majoritatea locuitorilor (69,17%) erau maghiari, cu o minoritate de germani (29,78%). Apartenența etnică nu este cunoscută în cazul a 0,19% din locuitori.  Din punct de vedere confesional, majoritatea locuitorilor (73,08%) erau romano-catolici, existând și minorități de persoane fără religie (5,94%) și reformați (4,1%). Pentru 15,3% din locuitori nu este cunoscută apartenența confesională.